# Demétrio de Cízico

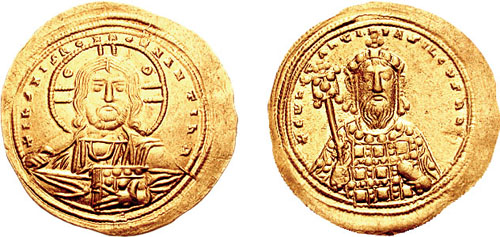
Histameno de r.

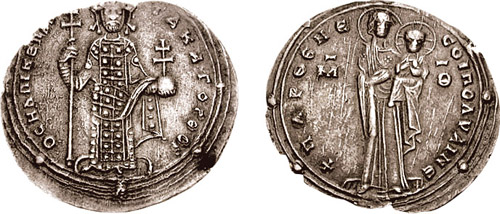
Miliarésio de r.

Demétrio (em grego medieval: Δημήτριος; romaniz.: Demetrios) foi um bispo bizantino do século XI.

## Vida e obra
Demétrio provavelmente pertenceu à família Radeno e era parente de Miguel de Euceta. Embora não se cite datas, se sabe que ele já era metropolita de Cízico desde o reinado do imperador Constantino VIII (r. 1025–1028). Em janeiro de 1028, é atestado do sínodo do patriarca Aleixo Estudita (r. 1025–1043). No início do reinado de Romano III (r. 1028–1034) foi nomeado como sincelo, segundo João Escilitzes, devido a sua estreita amizade com o imperador, que deve ter surgido de antes da ascensão de Romano.
Em 1029, o patriarca João VIII foi preso e levado a Constantinopla para julgamento diante de um tribunal sinodal presidido por Aleixo no qual participaram Demétrio, Miguel de Euceta e Eustácio Romeu. Em 1030, Demétrio, Miguel, Eustácio, Ciríaco do Éfeso e vários outros bispos e autoridades seculares estiveram presentes num sínodo conduzido por Aleixo no qual João foi excomungado; na lista de presentes, Demétrio aparece como metropolita de Cízico, sincelo e ecônomo de Santa Sofia. A assinatura de Demétrio aparece na confirmação da decisão sinodal contra os jacobitas emitida em abril de 1032.
Em junho de 1037, Demétrio estava entre os metropolitas que voltaram-se contra Aleixo, afirmando que não foi eleito canonicamente e que deveria renunciar em nome de João, o Orfanotrofo. Ele disse que concordava com a renúncia, mas disse que suas ordenações realizadas nos anos que foi patriarca seriam nulas. Por conta disso, Demétrio e os outros abandonaram a ideia. Em 1039, Demétrio participou de outro sínodo de Aleixo e aprovou seu decreto sobre o casamento entre ortodoxos e hereges (jacobitas).
Demétrio foi autor de 2 obras, um tratado sobre o grau de parentesco como obstáculo ao casamento e uma decisão canônica sobre os obstáculos ao casamento; vários escritos sobre questões legais ainda não editados e um tratado sobre os jacobitas também lhe foram atribuídos. Em seu tratado tratou com grande detalhe a permissibilidade do casamento de certo Plotino e certa Maria, que eram aparentados em sexto grau, pois eram filhos de dois concunhados ou o tio de Maria se casou com a tia de Plotino. Demétrio também pode ter sido historiador, pois João Escilitzes o enumera na introdução de sua história numa série de outros autores que supostamente escreveram histórias ruins.